# Emelianthe
Emelianthe é um género botânico pertencente à família Loranthaceae.